# Raffaele Castielli
Raffaele Castielli (Faeto, 5 de marzo de 1927 – Lucera, 3 de agosto de 2018) fue un obispo católico italiano, obispo ordinario de la Diócesis de Lucera-Troia. Fue ordenado sacerdote el 9 de julio de 1950. Fue ordenado primer obispo de esta misma diócesis el 11 de febrero de 1987, recibiendo la consagración episcopal el 25 de marzo de 1989 por el arzobispo Salvatore De Giorgi. Castielli se retiró como obispo el 18 de mayo de 1996.